# Сарыбалык (Доволенский район)
Сарыбалык — деревня в Доволенском районе Новосибирской области России. Входит в состав Красногривенского сельсовета.

## География
Площадь деревни — 70 гектар.

## Население
| 2002 | 2007 | 2010 |
| ---- | ---- | ---- |
| 300  | ↗301 | ↘257 |

## Инфраструктура
В деревне по данным на 2007 год функционируют 1 учреждение здравоохранения, 1 образовательное учреждение.